# Truus Trompert
Truus Trompert is de naam waaronder kunstenaarsmodel Anna Sophia (Fie) Maria Elisabeth Borghmans (Amsterdam, 29 januari 1915 – aldaar, 1 april 1977) bekend werd.
Fie Borghmans was dochter van metselaar Johannes Adrianus Borghmans (1884-1921) en naaister Johanna Dorothea Daalman (1893-1964). Ze was het derde van vier kinderen in een katholiek werkmansgezin dat woonde aan de Spuistraat in Amsterdam. De vader overleed toen Fie zes was. Na de  lagere school werkte ze onder meer bij het toenmalige Chinese consulaat en in een lampenkappenfabriekje. 
Rond 1935 vond zij werk op de batik- en textieldrukkerij van de graficus Ulco Kooistra. Via het netwerk van Kooistra kon de zestienjarige Fie, en ook haar jongere broer, af en toe wat bijverdienen als kunstenaarsmodel en leerde zij haar man de textieldrukker Bernard Trompert kennen. 
Nadat Bernhard in de bezettingstijd was omgekomen, poseerde ze voor het eerst voor de beeldhouwster Charlotte van Pallandt. Van Pallandt had haar leren kennen door de bevriende collega-beeldhouwer Fred Carasso en Fie zou tientallen jaren model staan voor haar beelden. Na de bevrijding werd Trompert-Borghmans beroepsmodel, onder meer voor academiedocent Willem Papenhuijzen. Volgens het verhaal werden vrouwelijke modellen in de tekenklassen steevast 'Truus' genoemd. Dit gebeurde mogelijk om hun privacy te beschermen en Fie kreeg daarom al gauw de naam Truus Trompert. Het werk betaalde slecht en toen ze na 1960 vanwege ziekenhuisopname lange tijd niet kon werken, raakte ze in de schulden. In 1963 werd ze uit haar huis gezet en haar inboedel geveild. Een stel kunstenaars trok zich haar lot aan en richtte stichting ‘Het Kunstenaarsmodel’ op, om haar financieel te ondersteunen. 
Op 1 april 1977 overleed Fie Trompert-Borghmans, 62 jaar oud. Ze had ruim veertig jaar model gestaan voor tientallen kunstenaars. Naast Van Pallandt stond zij onder meer ook model voor Mari Andriessen, Hildo Krop en John Rädecker. Ook voor het beeld de Nederlandse maagd op het Nationaal Monument op de Dam in Amsterdam stond zij model.

## Nalatenschap
De door de 'Stichting Modern Maecenaat' beheerde kunstwerken uit de nalatenschap van Trompert, werd in 1993 overgedragen aan het Stadsarchief en enkele andere werken aan het Amsterdam Museum.